# Belonogaster scutifera
Belonogaster scutifera är en getingart som beskrevs av Hensen och Blommers 1987. Belonogaster scutifera ingår i släktet Belonogaster och familjen getingar. Inga underarter finns listade.